# Ed Trumpet
Edsel (Ed) Trumpet (10 november 1955) is een voormalige Nederlandse atleet, die gespecialiseerd was in het verspringen en de sprint. Hij werd eenmaal Nederlands kampioen bij het verspringen.

## Loopbaan
In 1977 behaalde Trumpet zijn eerste succes door bij de Nederlandse kampioenschappen in Sittard goud te winnen bij het verspringen. Met een beste poging van 7,43 m bleef hij Roy Sedoc nipt voor, die met 7,41 het zilver won. Op hetzelfde kampioenschap won hij ook een bronzen medaille op de 200 m door in 21,97 s te finishen. Deze wedstrijd werd gewonnen door Aart Veldhoen, die in 21,46 finishte.
Trumpet was lid van het Amsterdamse AAC. 

## Nederlandse kampioenschappen
| Onderdeel   | Jaar |
| ----------- | ---- |
| verspringen | 1977 |

## Persoonlijke records
| Onderdeel   | Prestatie | Datum        | Plaats  |
| ----------- | --------- | ------------ | ------- |
| 200 m       | 21,97 s   | 10 juli 1977 | Sittard |
| verspringen | 7,43 m    | 28 mei 1978  | Sittard |

## Palmares

### 200 m
- 1977:  NK - 21,97 s

### verspringen
- 1977:  NK - 7,43 m
- 1978:  NK - 7,38 m
- 1979:  NK - 6,97 m